# ヨハン・ペーター・フリードリヒ・アンツィロン
ヨハン・ペーター・フリードリヒ・アンツィロン（ドイツ語: Johann Peter Friedrich Ancillon、1767年4月30日 - 1837年4月19日）、またはジャン・ピエール・フレデリック・アンシヨン（フランス語: Jean Pierre Frédéric Ancillon）は、プロイセン王国の歴史家、政治家。

## 生涯
シャルル・アンシヨンの曾孫として、1767年4月30日にベルリンで生まれた。ジュネーヴで神学を学んだ後、ベルリンのフランス人コミュニティで牧師を務めた。一方で歴史家としての名声を得て、軍事アカデミーで歴史の教授の職を得た。1793年に旧スイス連邦を、1796年にフランスを訪れ、そこで得た印象を1801年のMélanges de littérature el de philosophie（『文学と哲学の交錯』）として出版した。続いて1803年から1805年のTableau des révolutions du systéme politique de l'Europe depuis le XVe Siécle（『15世紀以来のヨーロッパ政治革命の考察』、1824年に再版）で歴史家として有名になり、フランス学士院に称えられ、ベルリン・アカデミーの会員にもなった。宮廷にも注目され、1808年にプロイセン王子たちの家庭教師に、1809年に宗教大臣に、1810年に王太子（後のプロイセン王フリードリヒ・ヴィルヘルム4世）の家庭教師に任命された。アンツィロンは多感な王太子に大きな影響を与えた。1814年10月に王太子が成年すると、カール・アウグスト・フォン・ハルデンベルクにより外務省の一員として内閣入りした。ハルデンベルクによる任命はアンツィロンの才能を見込んでのことだったが、アンツィロンは自由主義から一転して、プロイセン宮廷における反動勢力の中心人物になってしまった。
1817年に国務大臣になり、1818年にはクリスティアン・ギュンター・フォン・ベルンシュトルフ伯爵率いる外務省の政治部門の部長を務めた。アンツィロンはベルンシュトルフの主な功績であるドイツ関税同盟には関与しておらず、プロイセンのヨーロッパにおける役割が後退している状況ではほとんど活躍できなかった。そのためか、アンツィロンは政治哲学に関する著述に専念、1824年にはNouveaux essais de politique et de philosophie（『政治と哲学に関する新しいエッセイ集』）がパリで出版された。1831年5月、枢密顧問官に任命された。1832年春にベルンシュトルフが引退すると、後を継いで外相に就任した。1834年6月12日にウィーンで締結された条約ではクレメンス・フォン・メッテルニヒを支持した。晩年は家族全員に先立たれ、1837年4月19日にベルリンで死去した。

## 評価
ブリタニカ百科事典第11版によると、『15世紀以来のヨーロッパ政治革命の考察』は歴史上の事件における心理的要素の影響を考察した著作としては最初の試みであったが、「甘ったるい楽観主義」「説教的な論理」と酷評しており、その重要性は誇張されているとしている。しかし、フランス革命の後に敬虔主義が復活した時期にあっては歓迎されたという。
同じくブリタニカ百科事典第11版によると、アンツィロンの影響で特に重要だったのは著作でも政治活動でもなく、プロイセン宮廷とフリードリヒ・ヴィルヘルム4世への個人的な影響だったという。